# 福爾摩沙高速公路碧潭橋
福爾摩沙高速公路碧潭橋，又稱為北二高碧潭橋、國道三號碧潭橋，是臺灣的一座高速公路橋梁，位於新北市新店區碧潭，於碧潭吊橋下游約250公尺處，跨越新店溪，全長約800公尺，北起新店碧潭隧道，南銜接安坑交流道，是福爾摩沙高速公路（北二高）重要橋梁之一。落成後成為碧潭的新地標，是臺灣第一座預力混凝土拱橋，與碧潭吊橋及碧潭大橋合稱「碧潭三橋」。由於國道三號碧潭橋襯托出碧潭湖光山色，名列中華民國國道六大絕美亮點第四名。

## 興建過程
北二高碧潭橋自1986年（民國75年）6月辦理設計，由國際知名的橋梁结構工程師林同棪所親手設計，1992年由大陸工程公司承建，於1997年（民國86年）6月完成，1997年8月通車。

## 設計
北二高碧潭橋由於地處高速公路的一個大迴旋處，而且為了達到美觀及配合碧潭風景區之景色，橋梁結構採用長跨徑預力混凝土箱形梁，為兩座分離式橋梁，全橋共9跨9墩，採南北雙向分離式各3車道設計，全橋無伸縮縫以使行車平順，主橋採三跨弧形曲線拱橋，為 100 + 160 + 100 = 360 m 的三跨連續曲線弧形預力混凝土（PC）變斷面箱型拱（上路式拱橋），水平曲線半徑750公尺。主橋墩上方為一鏤空之倒三角形，拱高20公尺。主跨採場鑄節塊懸臂施工法，側跨及引橋則採就地支撐場鑄工法。車道設計上，北上線全長814公尺，南下線全長782公尺，橋面各寬16.35公尺，共計32.7公尺。跨越碧潭新店溪之主跨為160公尺長之弧形拱橋，結合了傳統拱橋抗壓及預力抗張兩大特點，造形美觀。另外，橋中央大圓弧拱下並設置了12座龍頭銅雕，龍口處可向下噴水，各座龍頭上裝置投射照明燈，夜間照明映襯本橋優美之曲拱造型與水面上拱型倒影，橋身的七彩光雕則會隨著時間變換顏色。
| 橋梁長度 | 北上車道814公尺 南下車道782公尺     |
| 橋梁寬度 | 北上車道16.35公尺 南下車道16.35公尺 |
| 最大跨距 | 160公尺                             |
| 結構     | 長跨徑預力混凝土箱形梁              |
| 車道     | 南北雙向分離式，各3車道             |

## 相片集

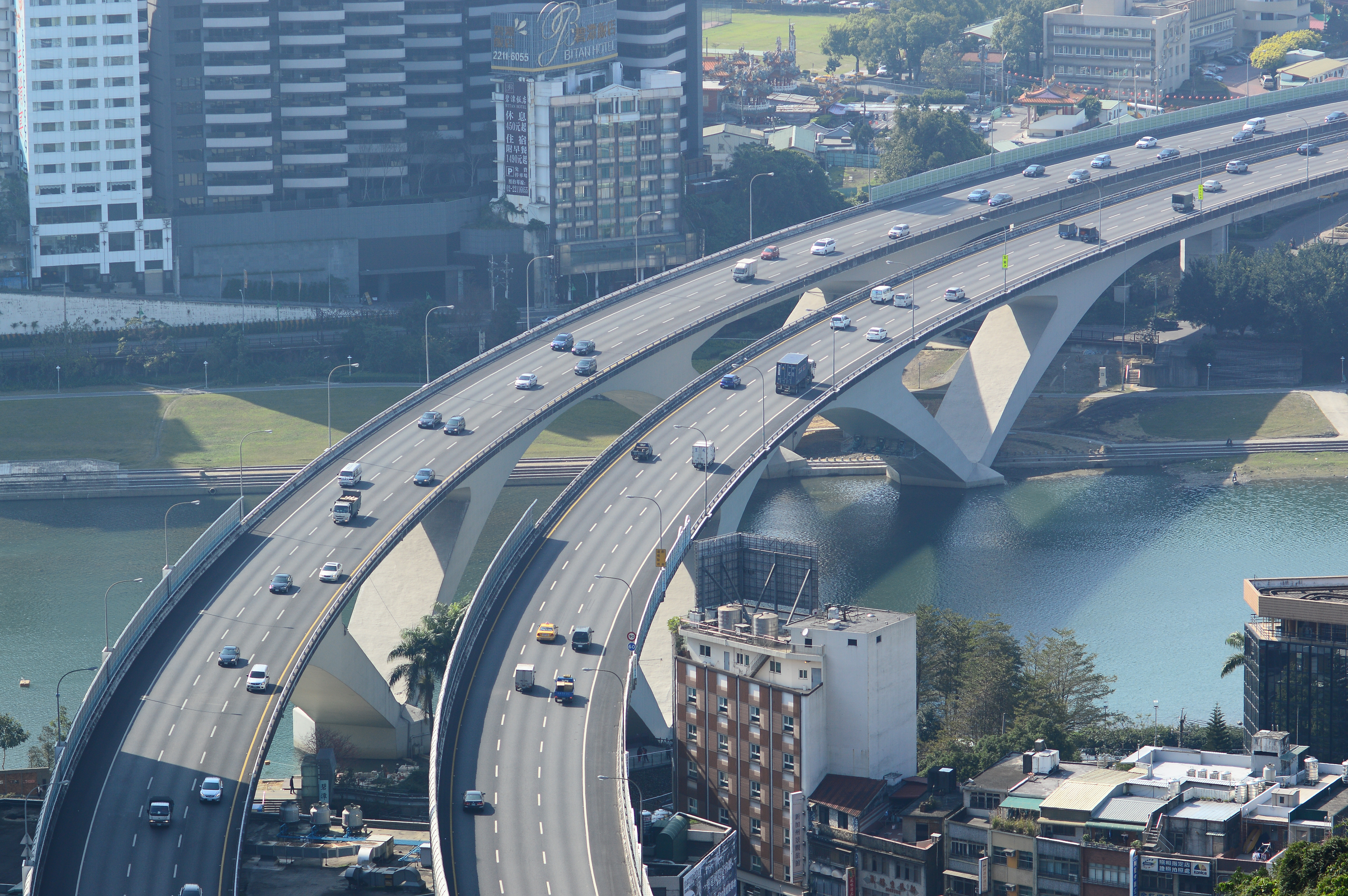
橋面雙向車道
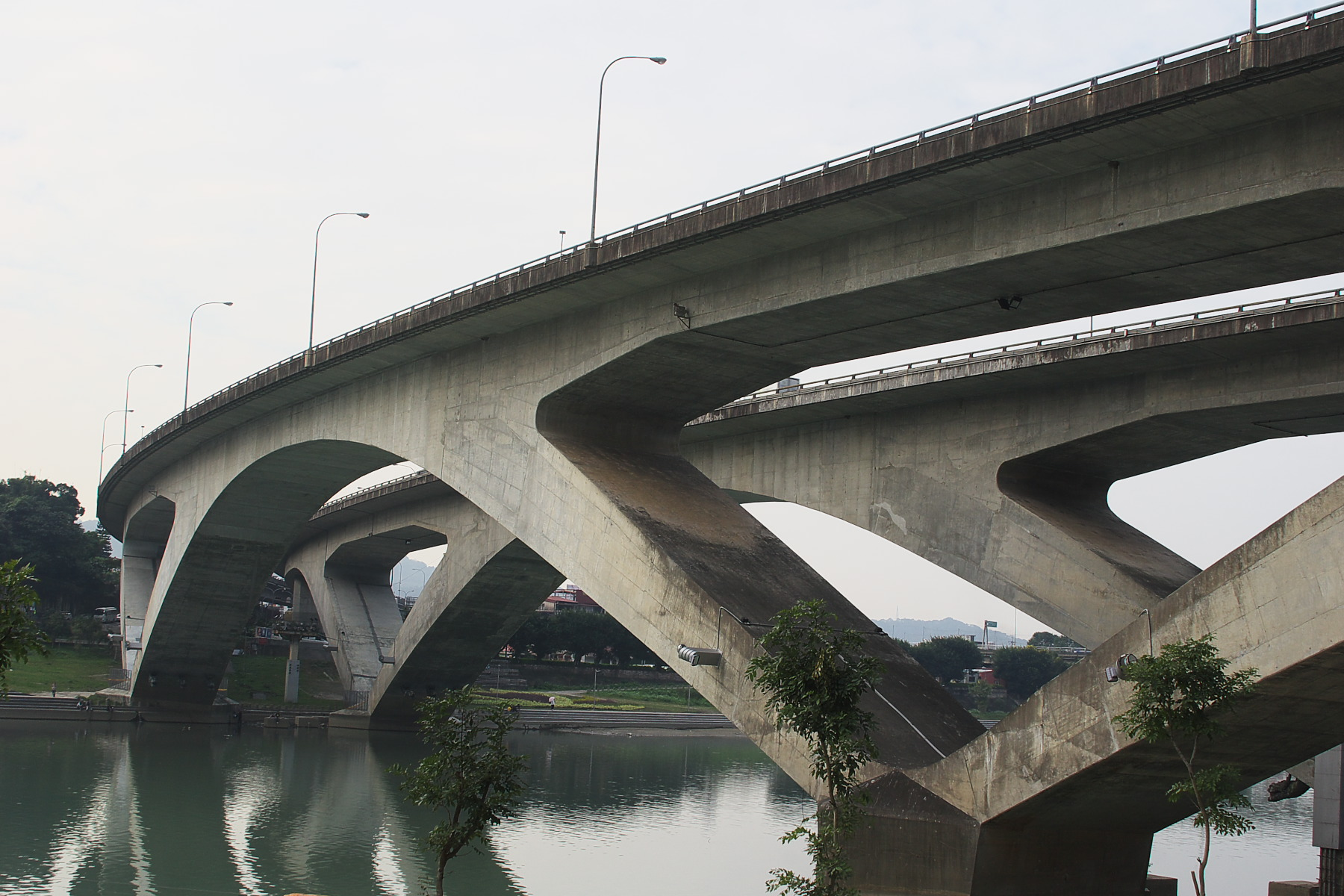
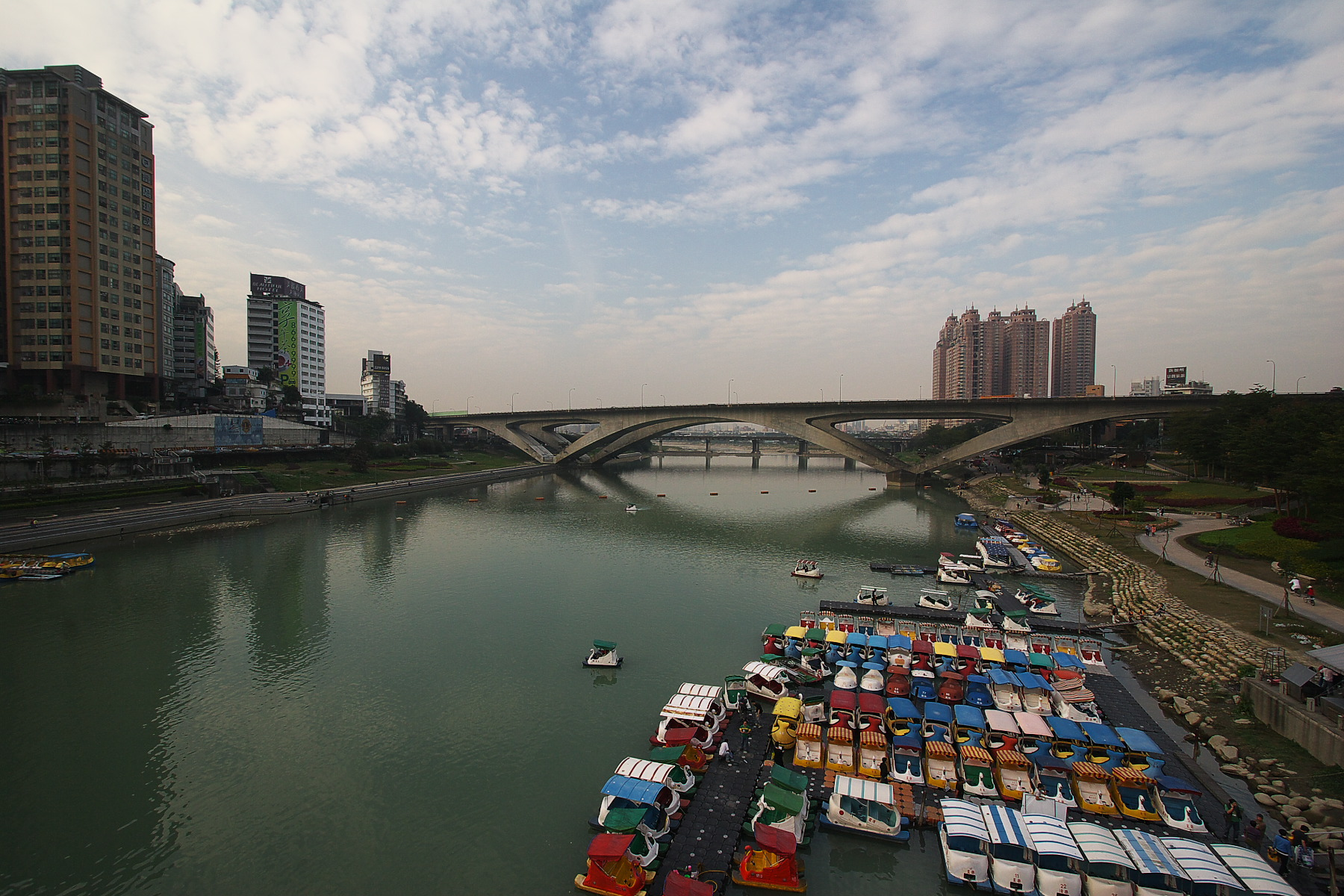
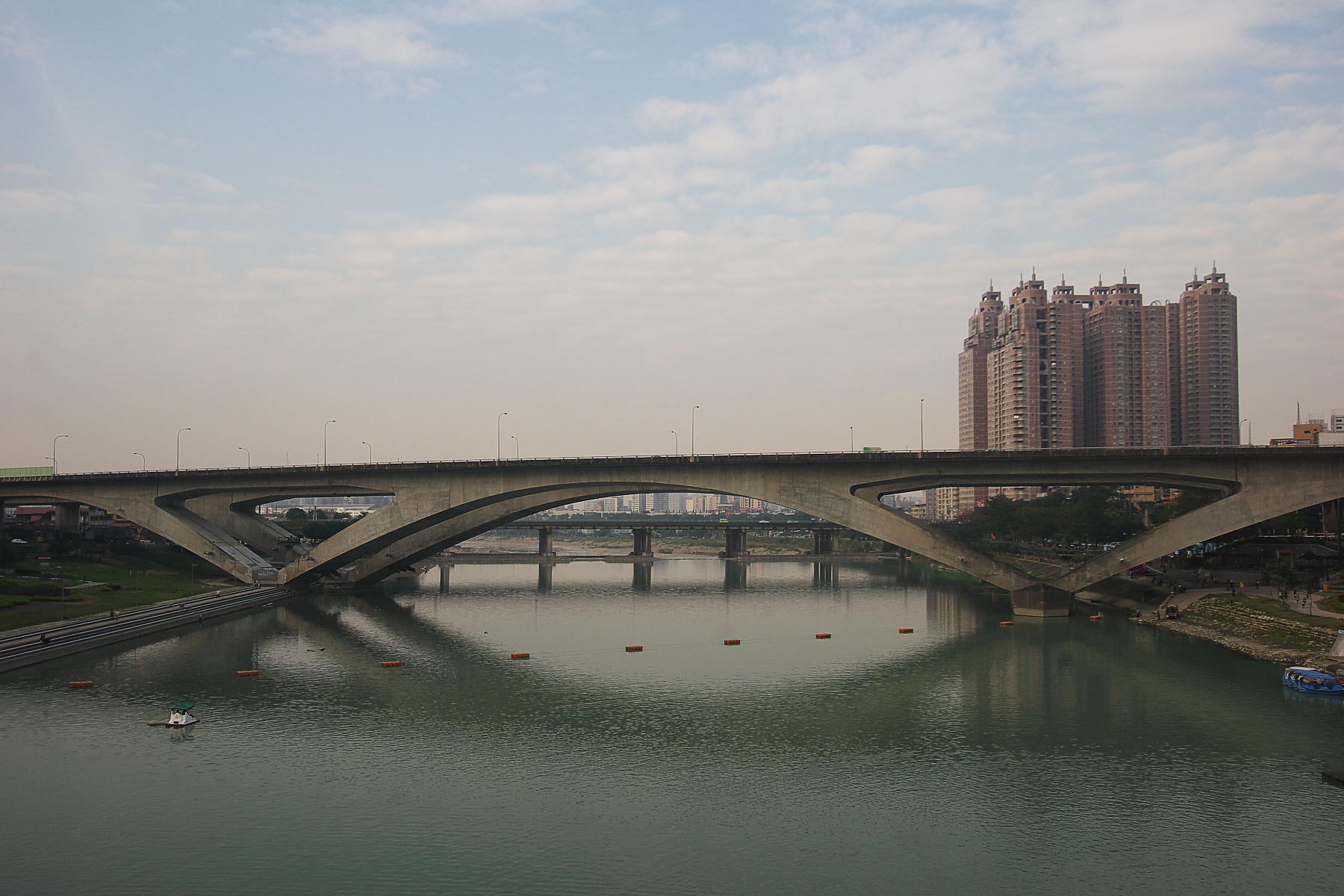
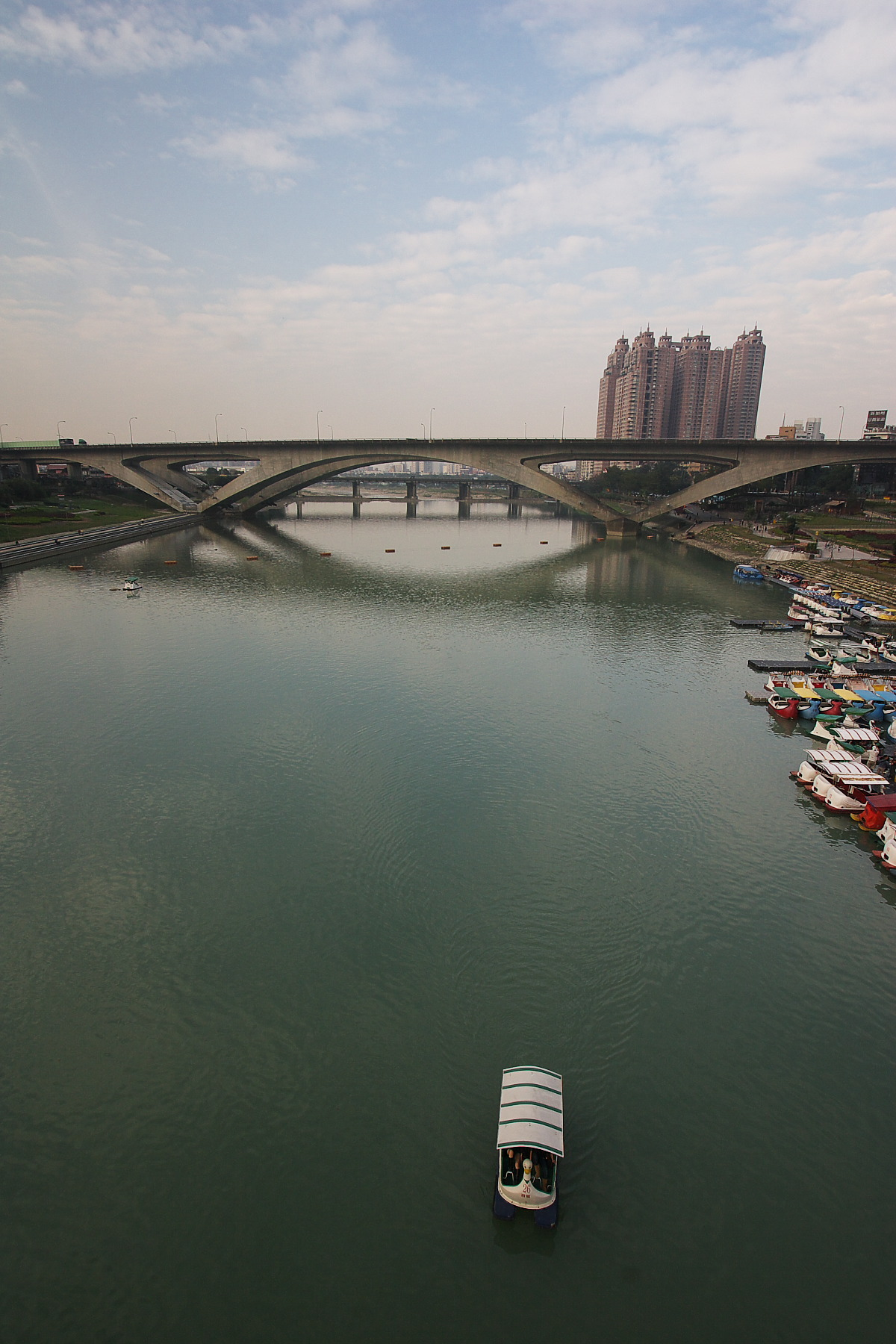
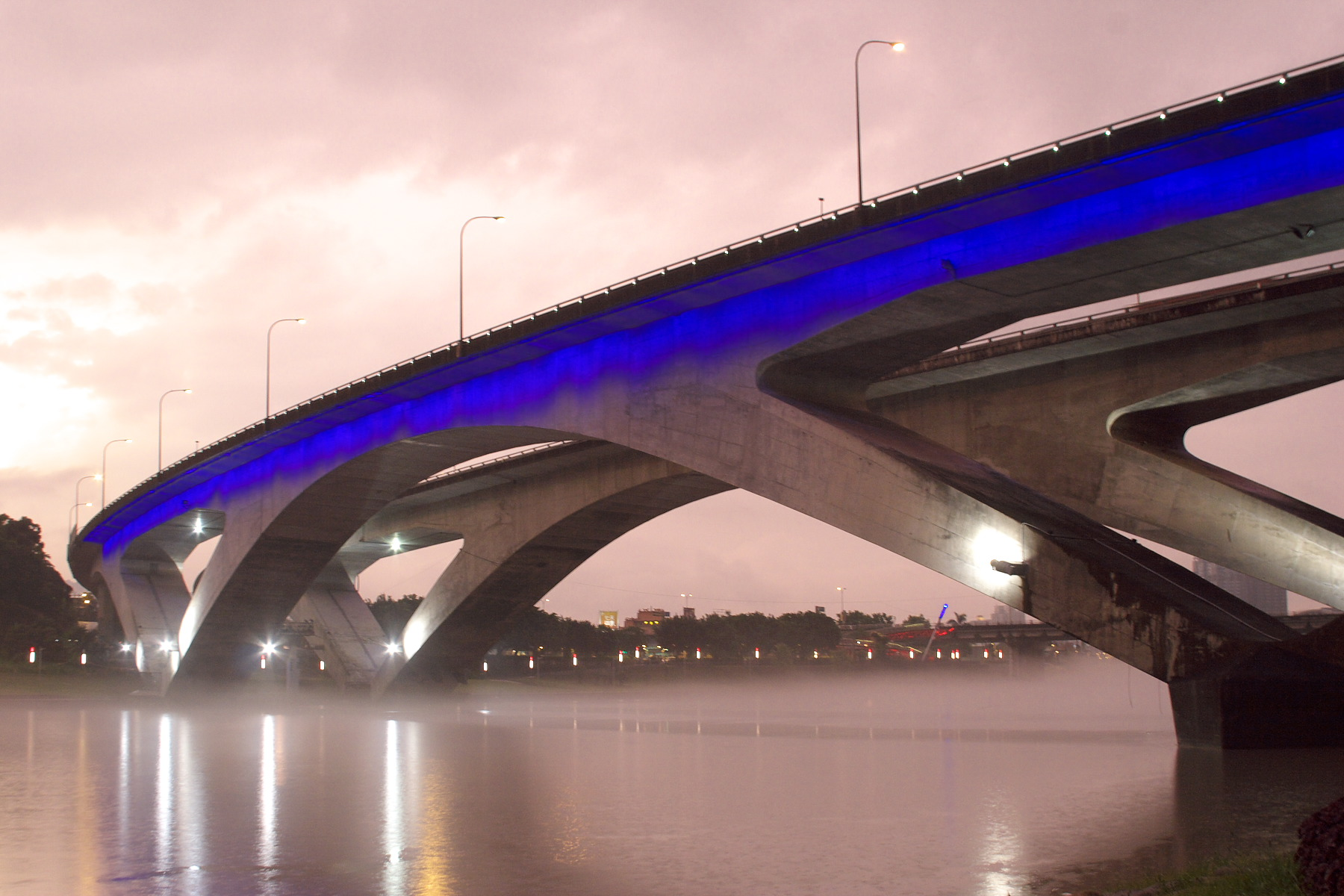
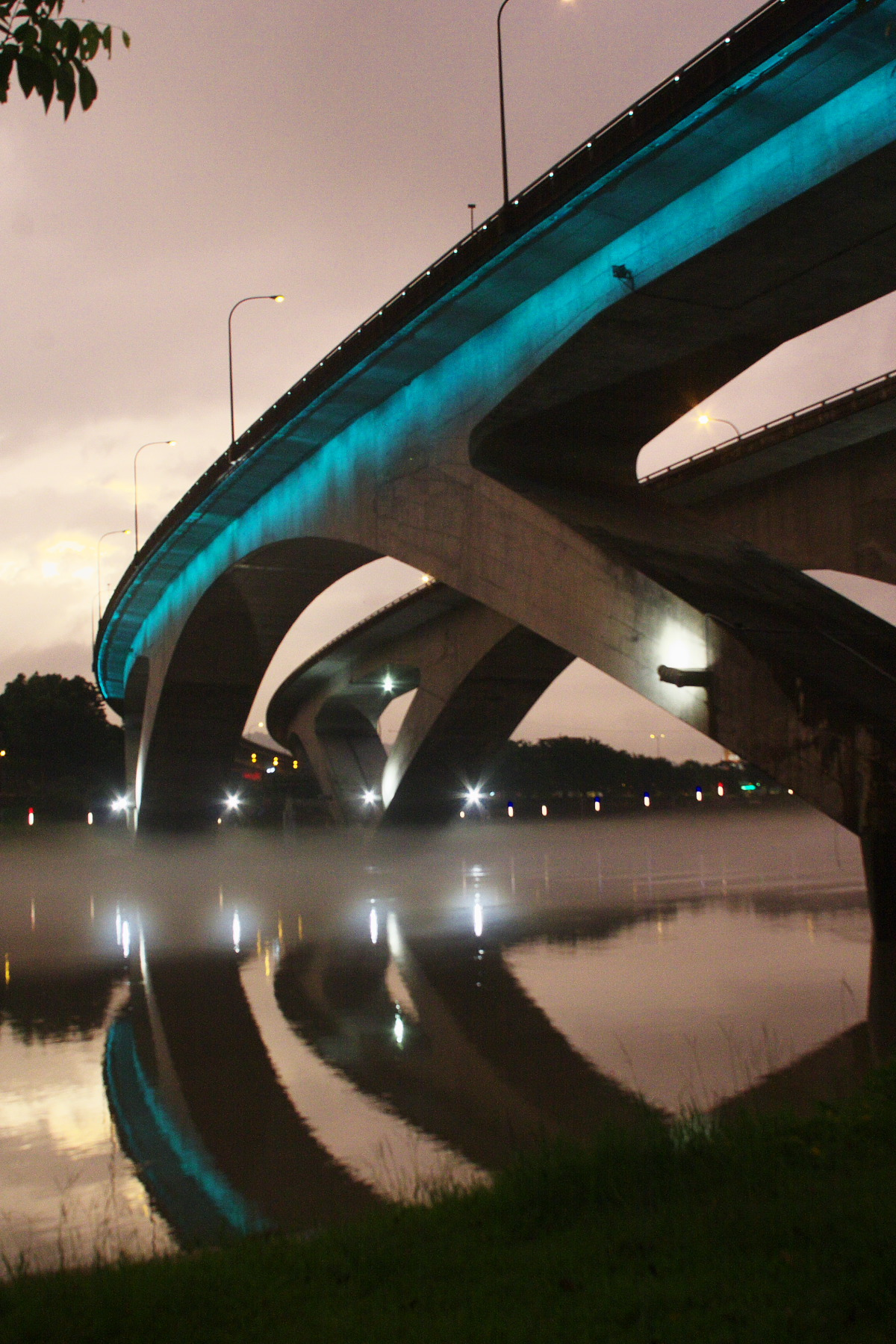
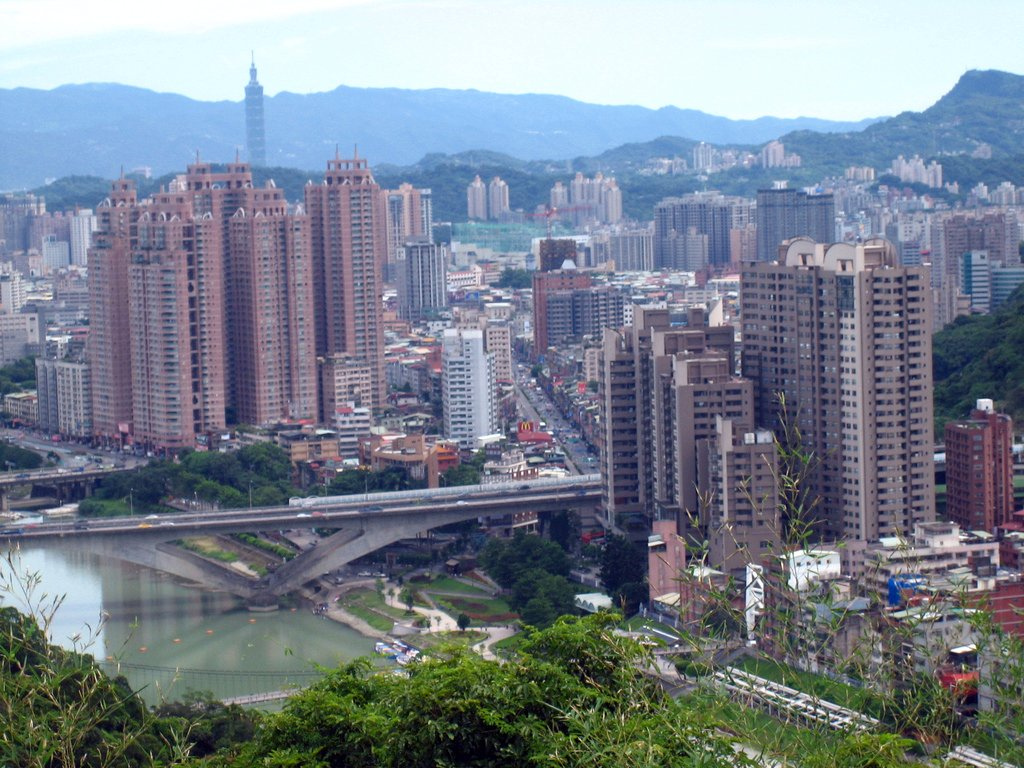
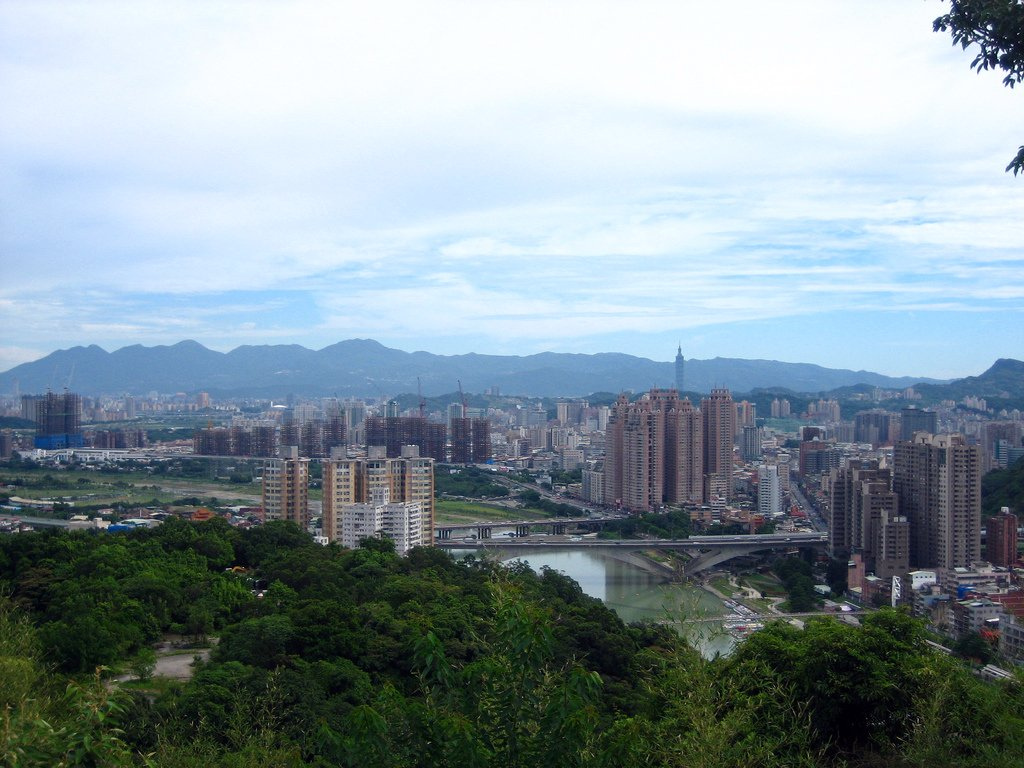
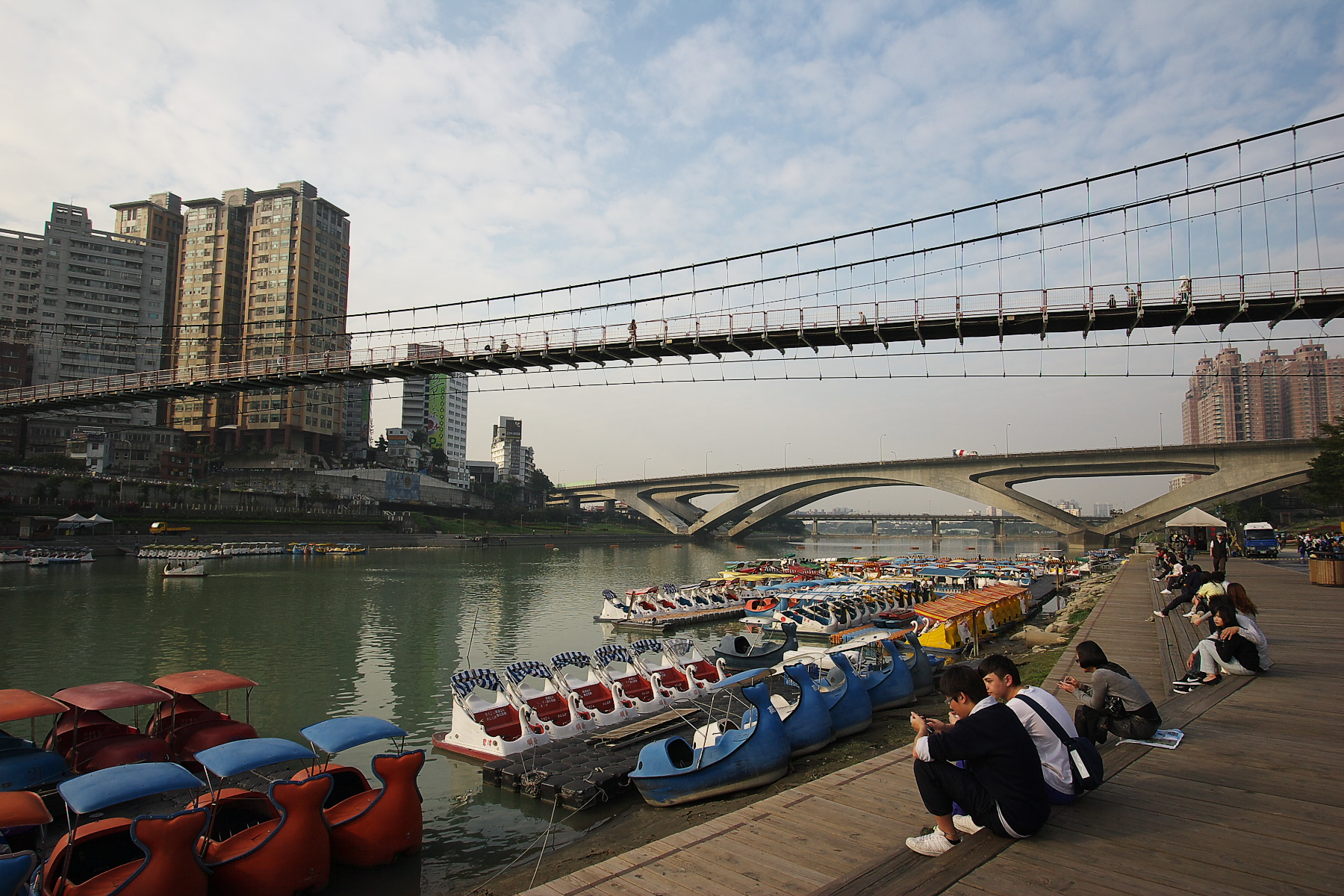
碧潭吊橋（前）與北二高碧潭橋（後）
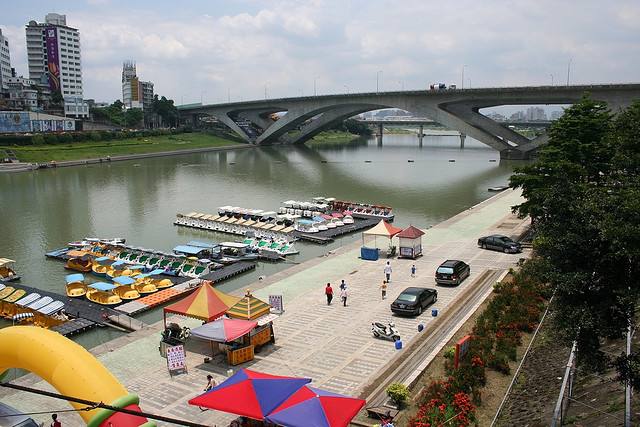
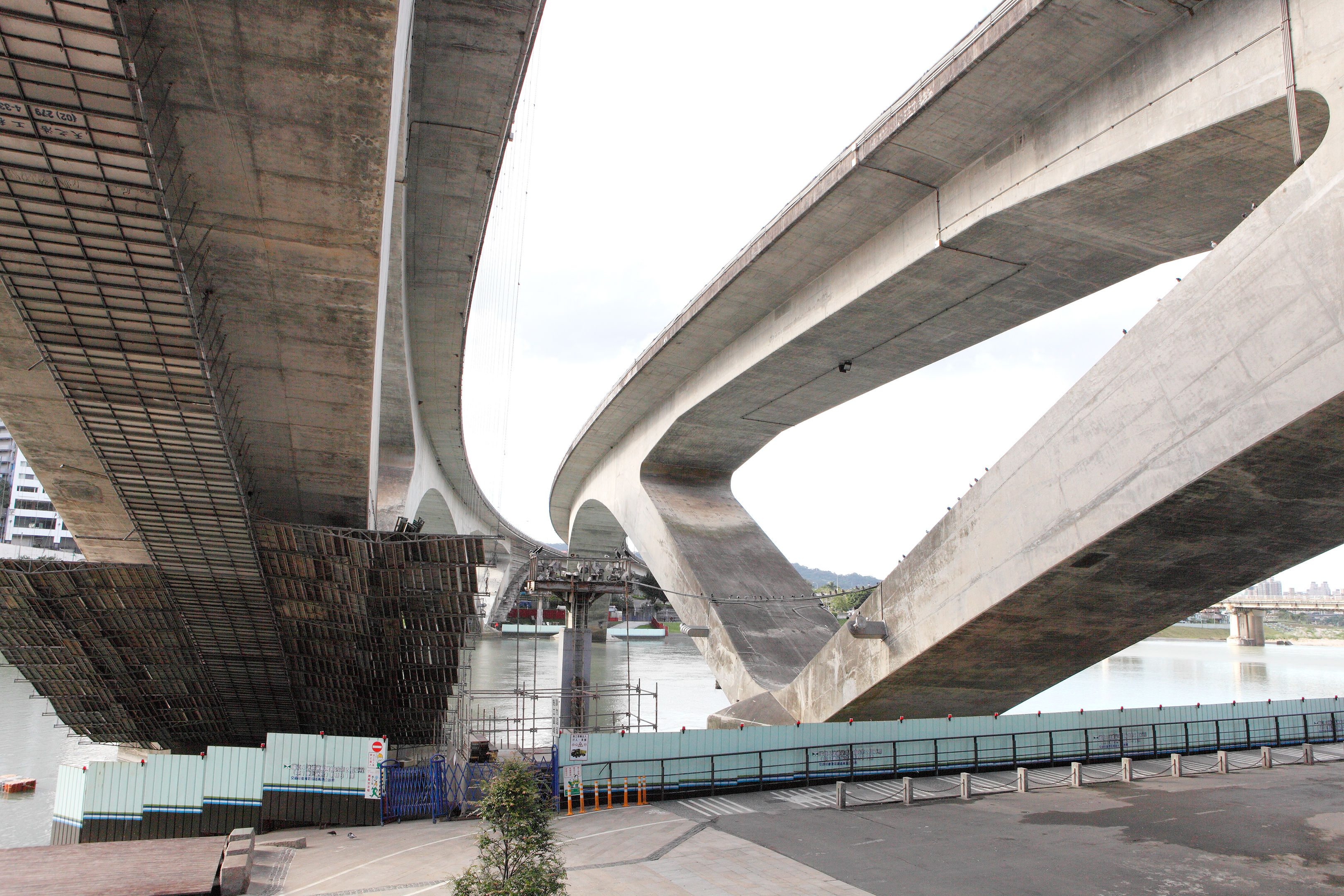
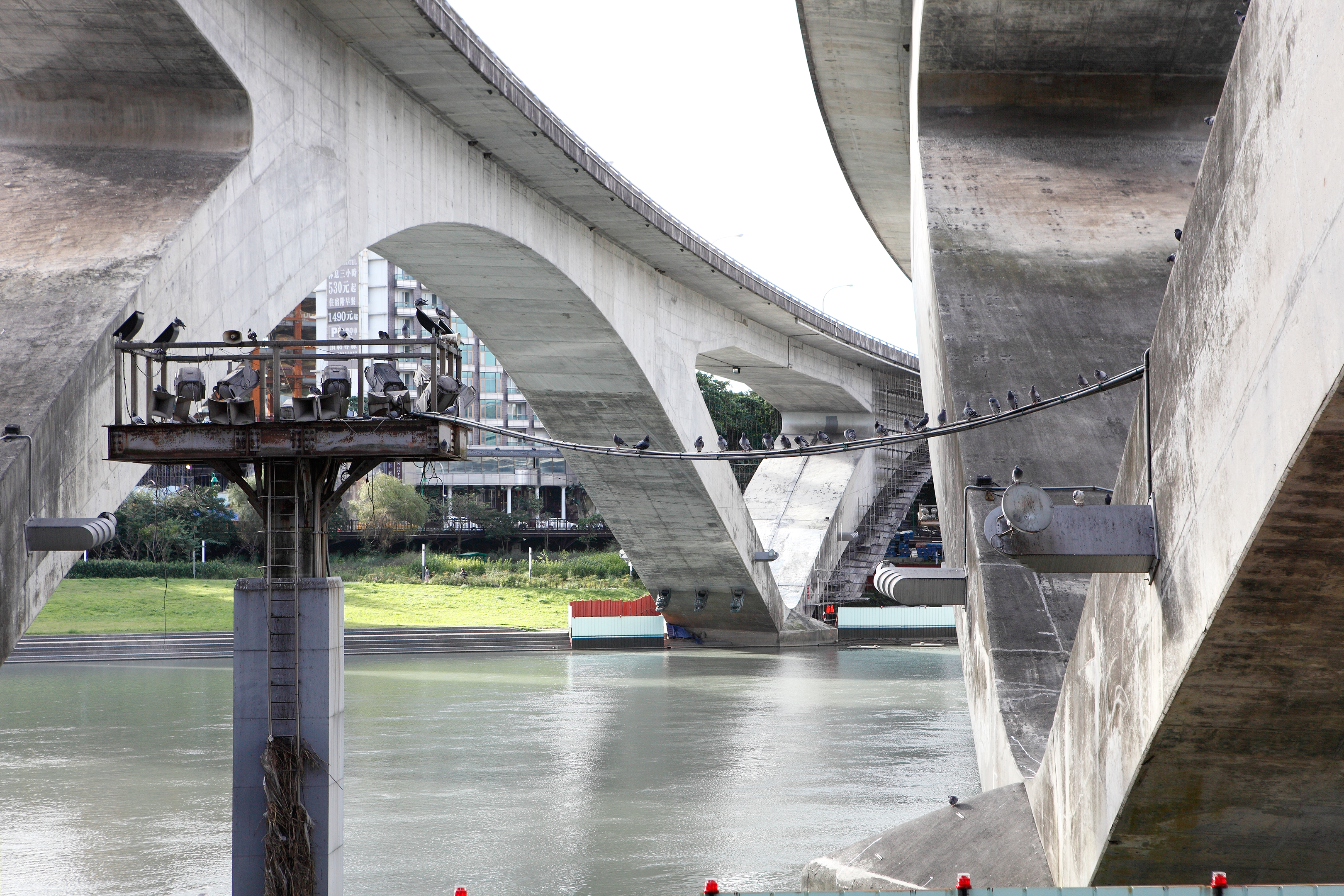
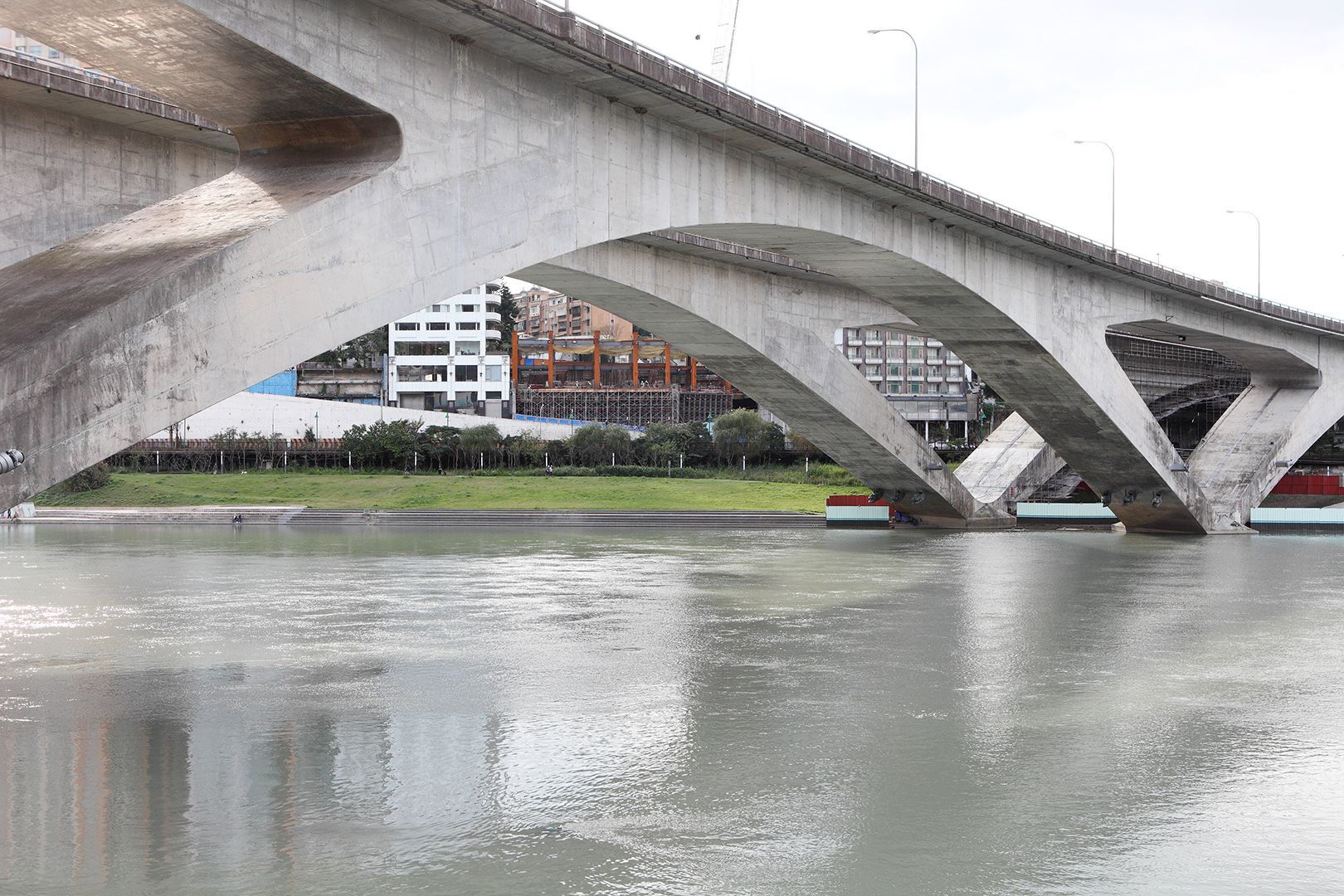